# Daria Bukvić
Daria Bukvić (Tuzla, 18 juli 1989) is een Nederlands-Bosnische toneel- en filmregisseuse. Sinds juni 2021 is zij artistiek directeur van Theater Oostpool in Arnhem. In 2015 werd haar voorstelling Nobody Home geselecteerd voor Het Theaterfestival, als een van de opmerkelijkste toneelvoorstellingen van dat jaar. Haar speelfilmdebuut Meskina behaalde in 2021 de top-10 van meestbezochte Nederlandse films. In november 2022 ontving zij de Prijs van de Kritiek van de verzamelde theatercritici.

## Biografie
Bukvić werd geboren in de Bosnische plaats Tuzla op 18 juli 1989. Haar moeder is van Bosnische afkomst en haar vader van Kroatische origine. Toen in 1992 de Joegoslavische oorlog uitbrak, vluchtte Bukvić met haar moeder naar Nederland, woonde enige tijd in een Limburgs asielzoekerscentrum.. Na twee jaar kregen Bukvić en haar moeder een permanente verblijfsvergunning. Ze raakte gefascineerd door de hiphopscene met Kendrick Lamar voorop. In 2011 rondde Bukvić haar in 2007 gestarte opleiding aan de toneelacademie in Maastricht af. Sindsdien regisseerde ze voorstellingen voor onder andere De Parade, Hofplein Rotterdam en Toneelschuur Producties.
In 2014 ging haar voorstelling Nobody Home, een voorstelling over drie acteurs (Vanja Rukavina, Majd Mardo en Saman Amini) en hun vluchtverhalen naar Nederland, in première. In 2015 werd de voorstelling geselecteerd voor Het Theaterfestival, als een van de opmerkelijkste toneelvoorstellingen van dat jaar.
In juli 2015 werd bekend dat Bukvić samen met theatermaker Jeroen De Man ging regisseren bij Het Nationale Theater. Haar eerste regie bij dit gezelschap was Othello van Shakepeare (2018). In dit stuk, waarin de rol van Othello niet wordt gespeeld door een geschminkte blanke acteur zoals gebruikelijk, maar door de zwarte acteur Werner Kolf, wil Bukvić benadrukken hoe een blanke samenleving omgaat met een succesvolle zwarte man.
Per juni 2021 werd ze de artistiek directeur van Toneelgroep Oostpool, inmiddels Theater Oostpool. In juli 2021 kwam haar komische speelfilmdebuut Meskina uit, waarin onder andere Maryam Hassouni, Nasrdin Dchar, Soundos El Ahmadi, Bilal Wahib, Najib Amhali en Vincent Banić acteerden. De film werd 145 duizend keer bezocht in 2021 en kwam daarmee in de top-10 van best bezochte Nederlandse films van dat jaar. In maart 2022 kwam Meskina beschikbaar op streamingdienst Netflix en werd ook daar goed bekeken. In Nederland (#3), Marokko (#2), Frankrijk (#7), Zwitserland (#8), Mauritius (#8), Spanje (#9) en Portugal (#10) behaalde de film een plek in de week-top-10, evenals in de Franse overzeese gebieden Réunion (#6), Guadeloupe (#7), Martinique (#7) en Nieuw-Caledonië (#10).
In november 2022 werd bekend dat Bukvić de Prijs van de Kritiek 2022 van de verzamelde theatercritici was verleend "vanwege de wijze waarop ze persoonlijk engagement weet te combineren met generositeit naar haar medemakers en medewerkers." In september 2022 mocht actrice Hadewych Minis al de Theo d'Or in ontvangst nemen, de prijs voor de indrukwekkendste vrouwelijke dragende rol. Minis kreeg deze onderscheiding voor haar vertolking van de theatermonoloog Girls & Boys van Dennis Kelly onder regie van Bukvić. Najaar 2022 viel ze enige tijd stil, de ziekte van haar moeder en haar leiderschap van een theatergezelschap werd haar te veel. Na zes maanden pakte ze de draad weer op.

## Theaterregie
- Puin van Dennis Kelly - Frascati Producties (2012)
- The raven/Een requiem naar Edgar Allan Poe - Frascati Producties (2012)
- Who Run The World? - Daria Bukvić (2013)
- Starring #17: Midzomernachtsdroom naar William Shakespeare - Toneelschuur Producties (2014)
- Nobody Home - Stichting Daria Bukvić (2014)
- Uit Diep Blauw van Maaike Bergstra - Bellevue Lunchtheater (2015)
- Jihad, de voorstelling van Ismaël Saidi - Meervaart Amsterdam (2016)
- Othello van William Shakespeare - Het Nationale Theater (2018)
- Melk & Dadels - ROSE Stories / Stichting Daria Bukvić / Het Nationale Theater / Meervaart Amsterdam (2018)
- Onze Straat van Nathan Vecht - Het Nationale Theater (2019)
- Hollandsch Glorie van Jan Hulst & Kasper Tarenskeen - Toneelgroep Oostpool, co-regie met Char Li Chung (2021)
- Girls & Boys van Dennis Kelly - Theater Oostpool (2022)[1]
- Midzomernachtsdroom van William Shakespeare - Theater Oostpool (2022)
- The Almighty Sometimes Theater Oostpool (2024)

## Filmregie
- Meskina (2021)

## Televisie
- vanaf 2021 minstens twee seizoenen Zina[1]

## Prijzen
- Wim Bary Stipendium (2015)
- Amsterdamprijs voor de Kunst - Stimuleringsprijs (2016)[1]
- Prijs van de Kritiek (2022)[1]